# Intercontinental GT Challenge 2023
Navigation
2022 2024
Il s'agit de la 8e édition de l'Intercontinental GT Challenge qui se déroule sur 4 continents différents (Océanie, Europe, Amérique et Afrique).

## Calendrier
| Manche | Course                  | Circuit                                            | Date                 |
| ------ | ----------------------- | -------------------------------------------------- | -------------------- |
| 1      | 12 Heures de Bathurst   | Mount Panorama Circuit, Bathurst, Australie        | 3 au 5 Février       |
| 2      | 9 Heures de Kyalami     | Circuit de Spa-Francorchamps, Stavelot, Belgique   | 23 au 25 Février     |
| 3      | 24 Heures de Spa        | Circuit de Spa-Francorchamps, Stavelot, Belgique   | 29 Juin au 2 Juillet |
| 4      | 8 Heures d'Indianapolis | Indianapolis Motor Speedway, Indianapolis, USA     | 5 au 7 Octobre       |
| 5      | 12 Heures d'Abou Dabi   | Circuit Yas Marina, Abou Dabi, Émirats arabes unis | 8 au 10 Décembre     |
| [ 1 ]  |                         |                                                    |                      |

## Pilotes et Équipes
| Icône | Classe     |
| ----- | ---------- |
| P     | Pro Cup    |
| S     | Silver Cup |
| PA    | Pro-Am Cup |
| Am    | Am Cup     |